# 針狀肥粒鐵
針狀肥粒鐵 (英語:Acicular Ferrite) 是鋼的一種顯微組織，最早在1986年被命名，針狀肥粒鐵有著極為混亂的結構，這種結構能夠大大增強鋼材的韌性且能夠有效地阻止裂縫擴展。

## 形成機制
針狀肥粒鐵的形成機制與變韌鐵是相同的，唯一的差別只是變韌鐵是自沃斯田鐵晶界處成核，而針狀肥粒鐵是藉由晶粒內的夾雜物(inclusion)成核的，因此也可以稱作晶粒內生長的變韌鐵。(intragranular bainite)

該機制與麻田散鐵類似，皆屬於無擴散型相變化(diffusionless phase transformation)，成長過程中的肥粒鐵是一個炭的過飽和固溶體，當停止相變後，碳原子被注入至相鄰的沃斯田鐵晶粒中。

## 應用
針狀肥粒鐵在焊接鋼上極具實用價值，因為焊接處的熱影響區(Heat Affect Zone)晶粒大小較大，強度較差，因此可以透過在該處形成針狀肥粒鐵來強化接合處。